# Shikida Takayoshi
Takayoshi Shikida (sinh ngày 25 tháng 11 năm 1977) là một cầu thủ bóng đá người Nhật Bản.

## Sự nghiệp câu lạc bộ
Takayoshi Shikida đã từng chơi cho JEF United Ichihara và Albirex Niigata.